# Iridium
Iridium (efter Iris; græsk gudinde for regnbuen) er det 77. grundstof i det periodiske system, og har det kemiske symbol Ir: Under normale tryk- og temperaturforhold optræder dette overgangsmetal som et hårdt og skørt sølvskinnende metal med høj massefylde. Iridium udgør sammen med osmium og platin de tunge platinmetaller.

## Egenskaber
Det hårde og skøre iridium er svært at forarbejde og forme, men til gengæld er det det mest korrosionsbestandige metal man kender; ingen syre kan reagere med iridium, end ikke kongevand. Til gengæld angribes metallet af smeltede salte som natriumklorid og natriumcyanid.
Den massefylde man kan måle for iridium er kun en anelse lavere end for tilsvarende målinger på osmium, men beregninger på disse metallers krystalgitter, som muligvis giver anledning til mere præcise tal, sætter iridiums massefylde til 22,650 gram per kubikcentimeter; en kende tungere end de 22,610 g/cm³ for osmium, som ellers normalt tilskrives rekorden i massefylde blandt grundstofferne. I skrivende stund kan det således ikke afgøres hvilket metal der er tungest.

## Tekniske anvendelser
Den primære anvendelse for iridium er som "ingrediens" i legeringer sammen med platin, som derved bliver hårdere. Dertil bruges iridium i digler og andre varmebestandige genstande, samt i forskellige former for elektriske kontakter, herunder tændrør. Andre legeringer, med iridium og osmium, bruges blandt andet i lejer til kompasser.
Iridium indgår i komplekser der udnyttes i polymer-baseret lysdiode-teknologi til at forøge virkningsgraden af disse lyskilder fra 25 til nær ved 100 procent. Iridium kan også fungere som katalysator for omdannelsen af ætanol ("sprit") til eddikesyre. Stoffet bruges også i fremstillingen af antiprotoner i kraftige partikelacceleratorer, og den radioaktive stråling fra isotopen 192Ir udnyttes i visse former for medicinsk strålebehandling.
Findelt legering af iridium og platin blev en overgang brugt som sort bemaling til porcelæn, og har været anvendt i den lille kugleformede spids på fyldepenne. Selv om mange fyldepennefabrikanter omtaler det materale denne lille kugle er lavet af som iridium, indeholder det dog kun i sjældne tilfælde iridium.

## Forekomst og udvinding
I naturen findes iridium i legeringer sammen med platin og visse andre metaller, herunder osmiridium og iridiosmium, der som navnet antydner er blandinger af iridium og osmium. Det udvindes som et biprodukt fra udvinding og behandling af nikkel.
Blandt de ikke-radioaktive grundstoffer i Jordens skorpe der ikke er ædelgasser, er iridium det sjældneste, men det findes relativt tit i meteoritter. I Danmark findes iridium i forholdsvis høj koncentration i fiskeleret, det såkaldte K/Pg-grænselag i Stevns Klint, der stammer fra Chicxulub-nedslaget for 65 mio år siden. Da iridium og osmium er nogle af de tungeste grundstoffer, går man ud fra at de tidligt i Jordens udviklingshistorie er sunket ind mod centrum – i Jorden som helhed finder man omtrent lige så meget iridium som i meteoritterne.

## Forbindelser
| Oxidationstrin af iridium | Oxidationstrin af iridium |
| ------------------------- | ------------------------- |
| −3                        | [Ir(CO)33-                |
| −1                        | [Ir(CO)3(PPh3)-           |
| 0                         | Ir4(CO)12                 |
| +1                        | [Ir(CO)Cl(PPh3)2          |
| +2                        | IrCl2                     |
| +3                        | IrCl3                     |
| +4                        | IrO2                      |
| +5                        | Ir4F20                    |
| +6                        | IrF6                      |

Iridium danner forbindelser i oxidationstrinene fra −3 til +6. De mest almindelige oxidationstrin er +3 og +4. Velkarakteriserede eksempler på de højeste oxidationstrin er sjældne, men både IrF6 og to blandede oxider Sr2MgIrO6 og Sr2CaIrO6 kendes.
Iridiumdioxid, IrO2, et brunt pulver, er et velbeskrevet oxide af iridium. sesquioxidet, Ir2O3, er beskrevet som et blå-sort pulver som oxideres til IrO2 ved tilsætning af HNO3. De korresponderende disulfider, diselenider, sesquisulfider og sesquiselenider kendes og IrS3 er også rapporteret. Iridium danner også iridater med oxidationstrinene +4 and +5, fx K2IrO3 og KIrO3, som kan laves fra reaktionen af kaliummoxid eller kaliumsuperoxid med iridium ved høj temperatur.
Der kendes ingen binære hydrider af iridium af typen IrxHy. Men komplekser som indeholder IrH54- og IrH63-, hvor iridium har hhv. oxidationstrin +1 og +3 kendes. Det tertiære hydrid Mg6Ir2H11 menes at indeholde både IrH54- og 18-elektron IrH45-- anionen.
Hverken monohalider eller dihalider kendes. Derimod kendes alle trihalider, IrX3. For oxidationstrin over +3 kendes kun tetrafluorid, pentafluorid og hexafluorid. Iridiumhexafluorid, IrF6, er en flygtig og meget reaktiv gul solid, indeholdende oktaederiske molekyler. Det dekombinerer i vand og reduceres til IrF4, en krystalinsk sort solid. Iridiumpentafluorid har tilsvarende egenskaber men er en tetramer, Ir4F20, dannet af fire-hjørne-delende oktahedroner.
Hexachloroiridic(IV)syre, H2IrCl6, og dets ammonium salt er blandt de vigtigste industrielle forbindelser af iridium. Det bruges til at danne rent iridium og som udgangsstoffer for de fleste andre iridium-forbindelser. Ionen, IrCl62-, har en intens mørk brun farve, og kan let reduceres til den lysere farvet IrCl3−6 og vice versa. Iridiumtrichlorid, IrCl3, kan laves vandfri ved direkte oxidation af iridium-pulver med klor ved 650 °C, eller som hydrat ved at opløse Ir2O3 i saltsyre, og er ofte udgangsstof i syntesen af andre Ir(III)-forbindelser. En anden forbindelse som ofte benyttes som udgangsforbindelse er ammoniumhexachloroiridat(III), (NH4)3IrCl6. Iridium(III) komplekser er diamagnetiske (lavspin) og har generelt oktaederisk molekylær geometri.
Organoiridium forbindelser indeholder iridium–karbon-bindinger hvor metallet normalt er i lavere oxidationstrin. Fx findes i oxidationstrinnet nul tetrairidiumdodecacarbonyl, Ir4(CO)12, som er den mest almindelig og stabile binære iridium-carbonyl-forbindelse. Vaskas-kompleks, IrCl(CO)[P(C6H5)3]2, har den usædvanelige egenskab, at binde reversibelt til dioxygen molekylet, O2. Crabtrees-katalysator, er en homogen-katalysator til hydrogeneringsreaktioner.

## Historie
Iridium blev opdaget i London i 1803 sammen med osmium af den britiske forsker Smithson Tennant: Han opdagede det i de sorte, uopløselige rester der bliver tilbage når man opløser "rå", naturligt forekommende platin i kongevand. Da en del af saltene af dette stof har klare farver, valgte han at opkalde det efter den græske gudinde for regnbuen: Iris.
Iridium findes i overraskende høje koncentrationer i kridt/palæogen-grænsen; et lag af geologiske aflejringer der der kan spores over det meste af Jorden, og det har ført til teorien om at et flere kilometer stort meteorit har truffet Jorden for omkring 65 millioner år siden, og ved den lejlighed stort set udryddede dinosaurerne.

## Isotoper af iridium
Naturligt forekommende iridium består af isotoperne 191Ir (37,3%) og 193Ir (62,7%). Dertil kendes 34 radioaktive isotoper, hvoraf 192Ir er den mest "langlivede" med en halveringstid på 73,83 døgn: Det henfalder til 192Pt, mens de fleste andre radioisotoper af iridium henfalder til osmium.

## Fodnoter
1. ↑  Almindelige oxidationstrin er i fed.